# Kościół św. Jakuba w Częstochowie
Kościół św. Jakuba w Częstochowie – kościół w częstochowskim śródmieściu. Znajduje się przy Placu Władysława Biegańskiego.

## Historia
Około 1582 roku Jakub Zalejski wybudował w tym miejscu drewnianą kapliczkę św. Jakuba wraz z przytułkiem dla chorych pielgrzymów. Wówczas była ona umiejscowiona na pustej przestrzeni między Częstochową a Częstochówką. Około 60 lat później prowincjał zakonu paulinów Andrzej Gołdunowski ufundował nową, murowaną kaplicę.
W 1683 roku odwiedził ją król Jan III Sobieski jadąc pod Wiedeń. Było to 24 lipca, w dniu kiedy to jego syn Jakub obchodził imieniny i całą rodziną odwiedzili kościół jego patrona. W 1786 roku przybyły do Częstochowy mariawitki, które prowadziły szkołę dla dziewcząt i osiadły w tej świątyni do czasu wybudowania własnej siedziby, czyli do 1862 roku.
W 1864 r. zakon ten został jednak skasowany, a opuszczona świątynia zaczęła popadać w ruinę. W 1869 roku władze carskie przejęły ten teren i z inicjatywy naczelnika powiatu częstochowskiego Parmena Kaszernikowa na miejscu kościoła św. Jakuba wybudowały w stylu bizantyjskim cerkiew św. Cyryla i Metodego projektu Aleksandra Lie, wzorowaną na warszawskiej cerkwi św. Marii Magdaleny.
Cerkiew została poświęcona 15 października 1872 r. przez arcybiskupa chełmskiego i warszawskiego Joannicjusza w obecności namiestnika Królestwa Polskiego, Fiodora hr. Berga. Przejściowo wokół cerkwi mieścił się cmentarz prawosławny, który po niedługim czasie został zlikwidowany.
Po wejściu do miasta Niemców w 1914 roku cerkiew stała się katolickim kościołem garnizonowym, a po zakończeniu I wojny światowej Polacy w ramach akcji rewindykacji cerkwi prawosławnych zatrzymali ją w rękach katolików – początkowo jako kościół garnizonowy, potem jako kościół filialny parafii św. Zygmunta. Świątynia ta pełniła również funkcję kościoła wojskowego pod wezwaniem św. Stanisława Kostki.
W 1937 r. biskup częstochowski utworzył w kościele parafię św. Jakuba, a jej proboszcz Wojciech Mondry przystąpił do realizacji przygotowywanych od dawna planów wyburzenia świątyni i wzniesienia nowej, w stylu modernizmu. W tym samym roku powstał Komitet Przebudowy Kościoła. Nad komitetem patronat objął premier gen. Felicjan Sławoj-Składkowski, a prezydent miasta Jan Szczodrowski wystosował do mieszkańców apel o składanie środków na przebudowę. Opracowanie projektu powierzono krakowskiemu architektowi Zygmuntowi Gawlikowi, rozpoczęto także gromadzenie materiałów budowlanych.
Inwestycji nie zrealizowano z powodu wybuchu II wojny światowej. W trakcie okupacji władze niemieckie wykorzystały zebrane materiały na budowę bunkrów, a kościół przekazały 3 lutego 1943 roku ludności prawosławnej oraz pomocniczym wojskom rosyjskim i ukraińskim. 9 sierpnia 1946 r. cerkiew ponownie stała się katolickim kościołem garnizonowym, a 2 marca 1947 r. została przekazana parafii św. Jakuba.
W 1948 r. proboszcz Mondry usunął bizantyńskie kopuły – środkowe zamienił na półkoliste, a boczne zastąpił stożkowatymi daszkami. Natomiast ks. proboszcz kanonik Tadeusz Ojrzyński dokonał latach 1969–1974 gruntownej przebudowy wnętrza budowli na styl świątyni wczesnochrześcijańskiej według proj. Stanisława Pospieszalskiego i przyozdobiono je dekoracją sgraffitową wykonaną przez Marię Antoninę Kozłowską i Zofię Szczerba. Ściany boczne obito drewnianą boazerią, a okna wyposażono w nowe witraże. Jednakże do dziś budowla ta zachowała cechy architektury neobizantyjskiej.

## Galeria

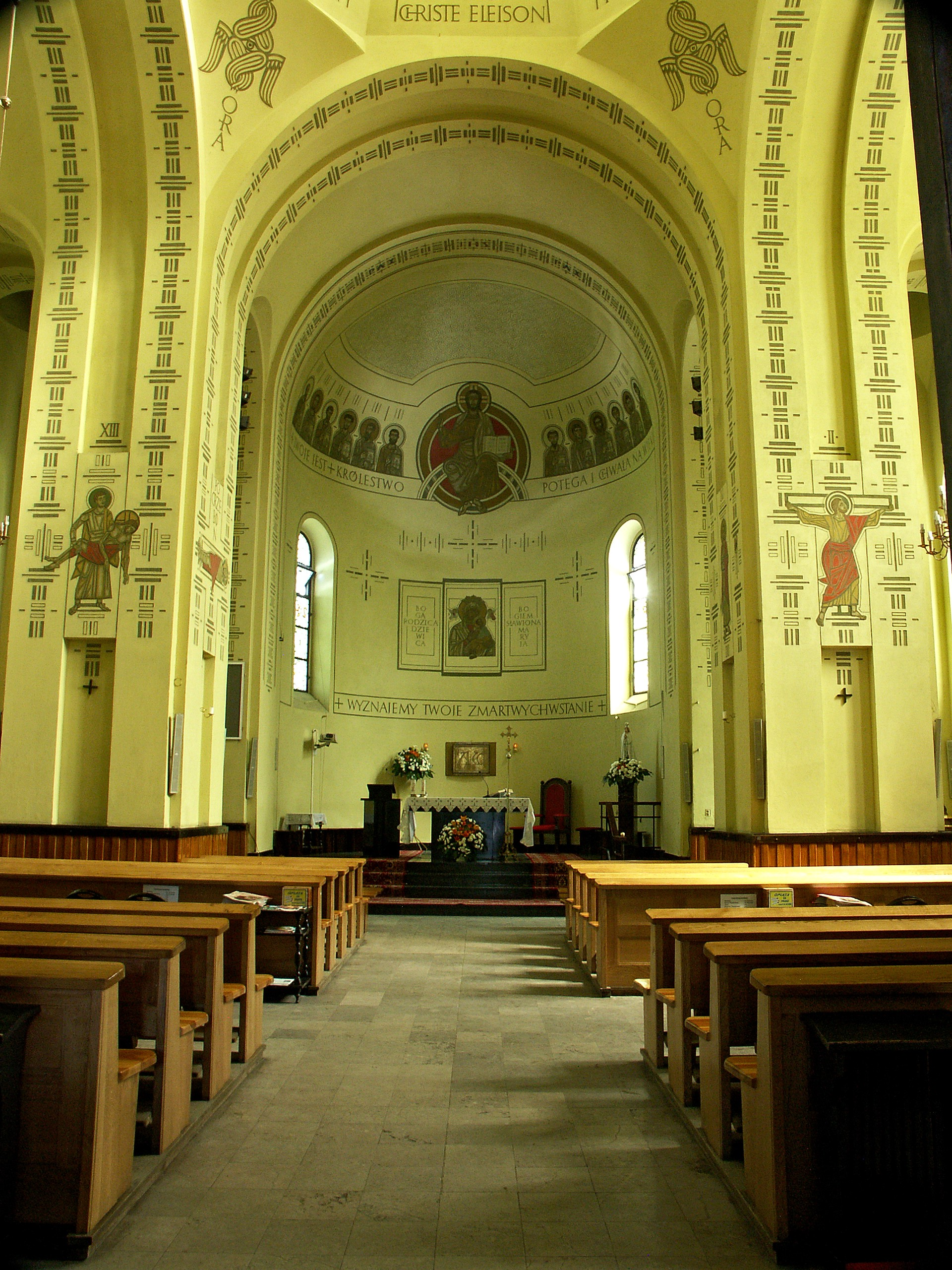
Wnętrze kościoła
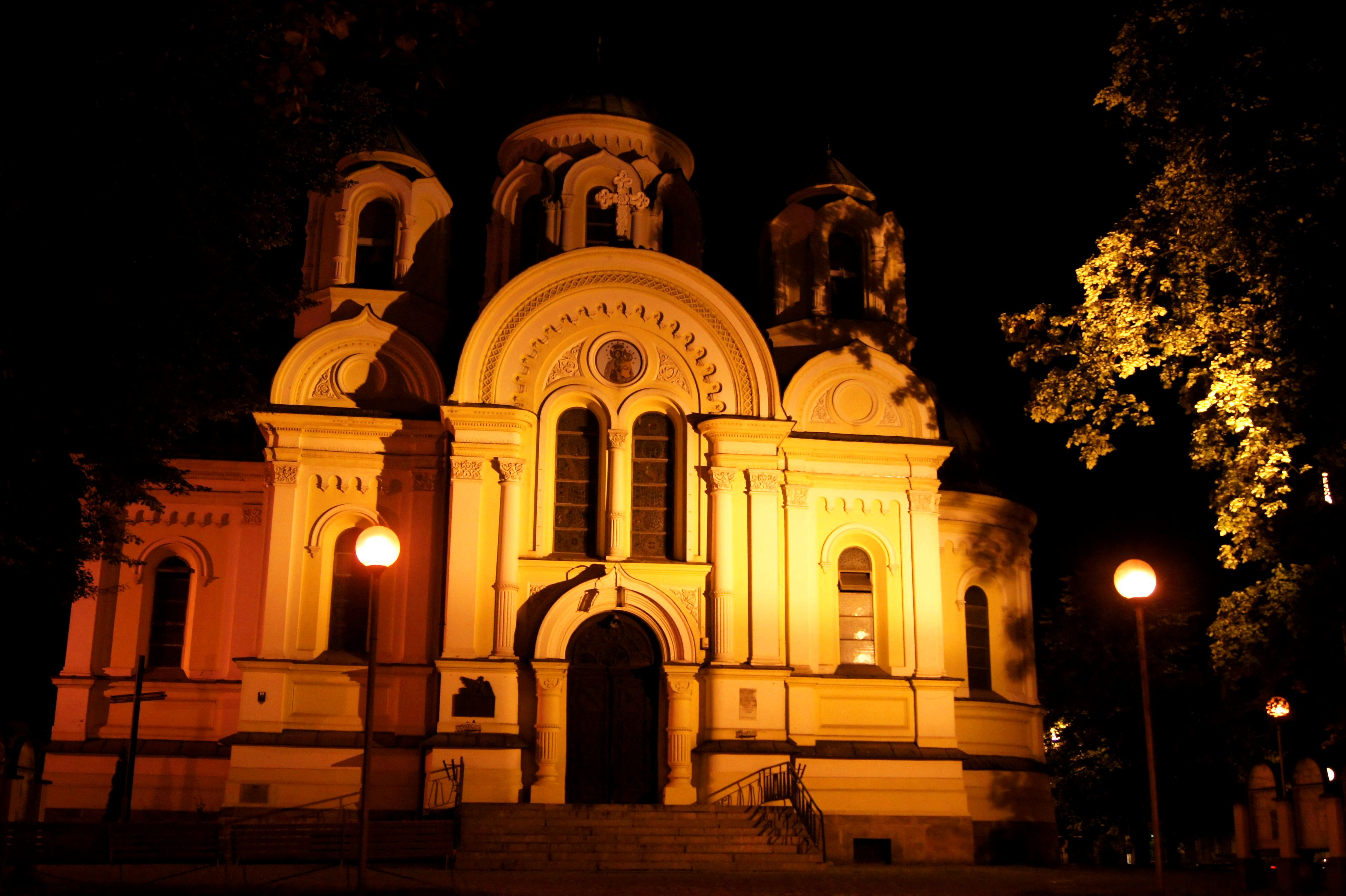
Kościół nocą – widok od strony Placu Biegańskiego
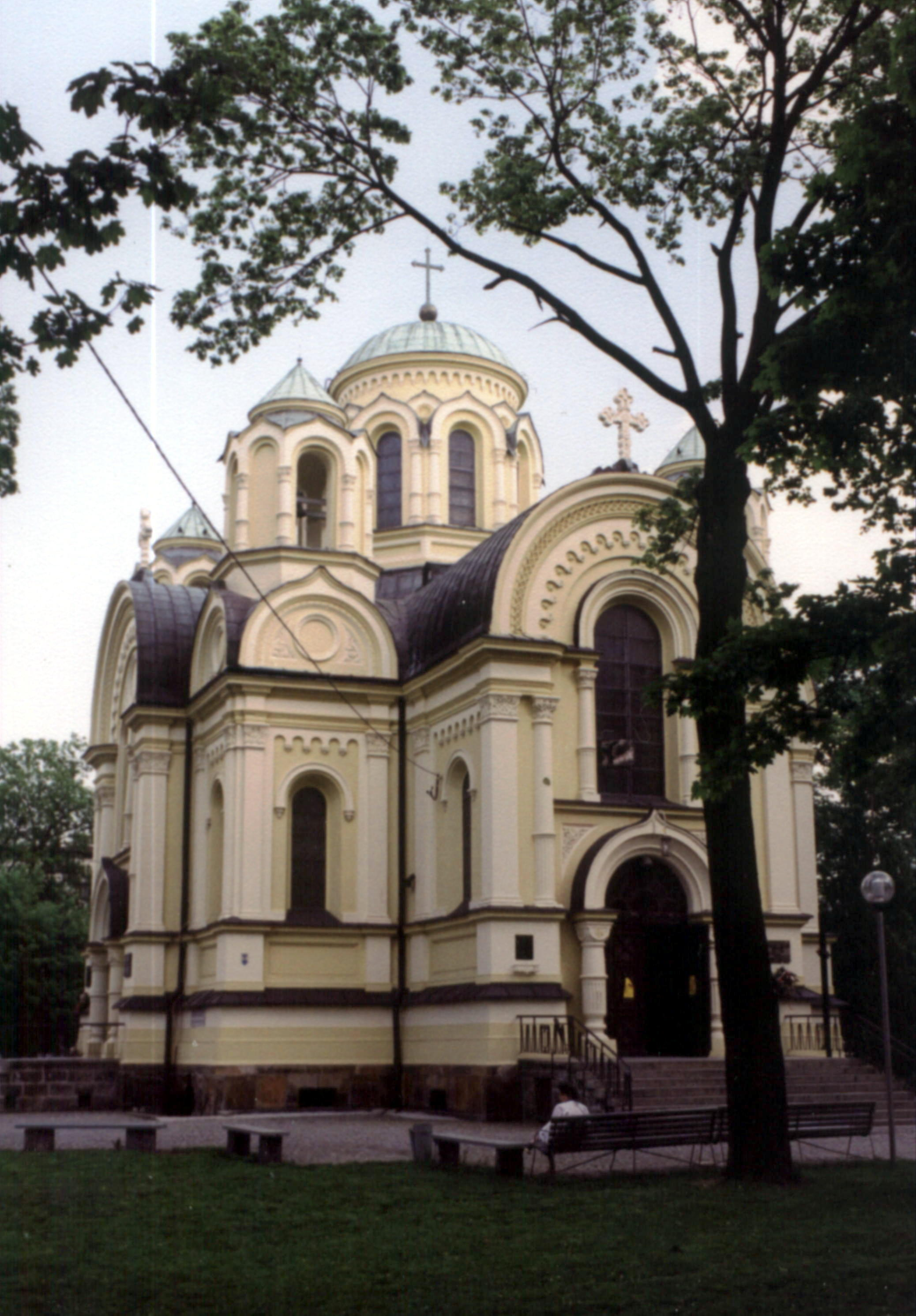
Od strony zachodniej
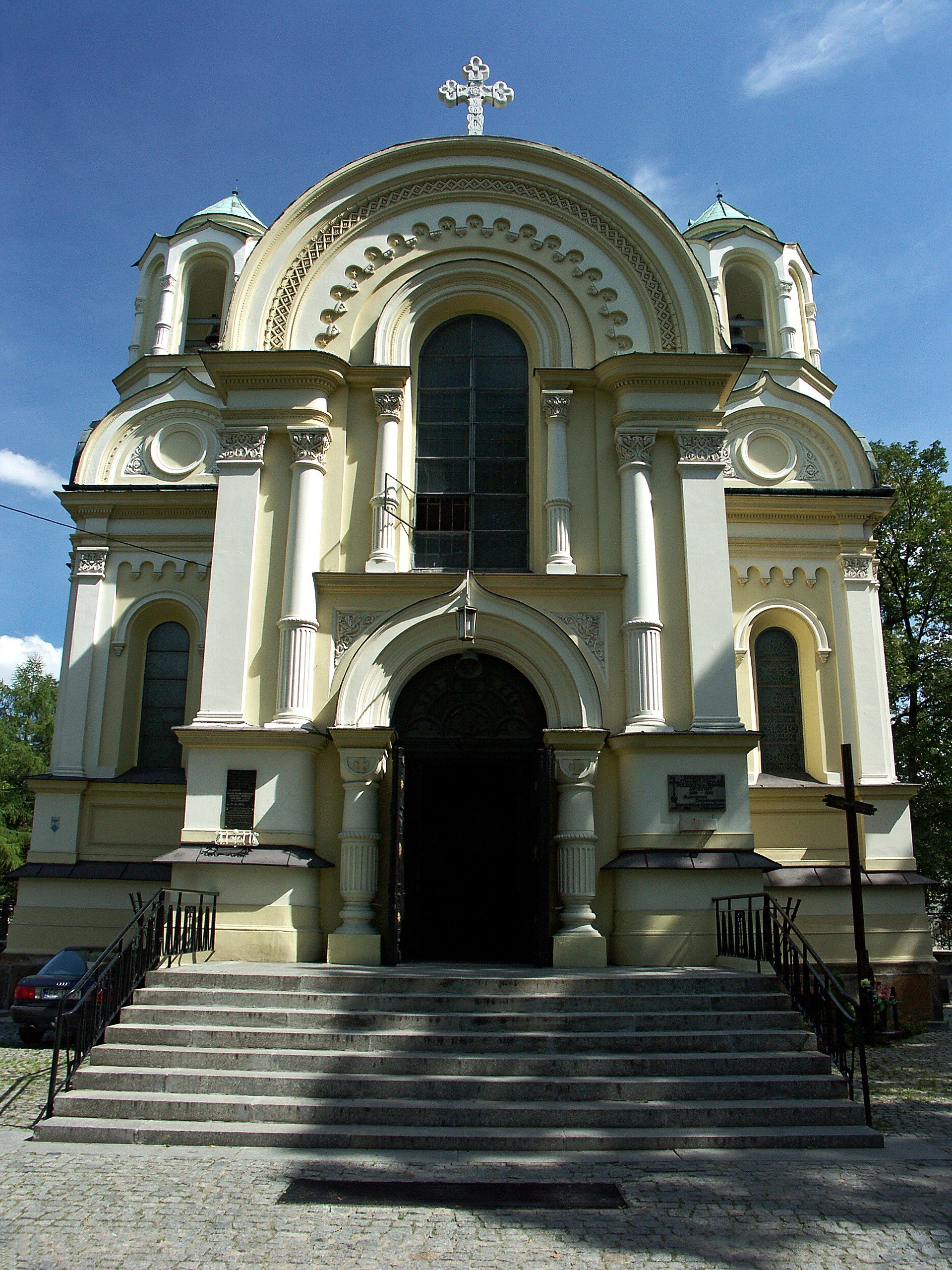
Od ul. Dąbrowskiego